# Чешские шашки
|   | a               | b               | c               | d               | e               | f               | g               | h               |   |  |
| 8 | a8              | b8 чёрная шашка | c8              | d8 чёрная шашка | e8              | f8 чёрная шашка | g8              | h8 чёрная шашка | 8 |  |
| 7 | a7 чёрная шашка | b7              | c7 чёрная шашка | d7              | e7 чёрная шашка | f7              | g7 чёрная шашка | h7              | 7 |  |
| 6 | a6              | b6 чёрная шашка | c6              | d6 чёрная шашка | e6              | f6 чёрная шашка | g6              | h6 чёрная шашка | 6 |  |
| 5 | a5              | b5              | c5              | d5              | e5              | f5              | g5              | h5              | 5 |  |
| 4 | a4              | b4              | c4              | d4              | e4              | f4              | g4              | h4              | 4 |  |
| 3 | a3 белая шашка  | b3              | c3 белая шашка  | d3              | e3 белая шашка  | f3              | g3 белая шашка  | h3              | 3 |  |
| 2 | a2              | b2 белая шашка  | c2              | d2 белая шашка  | e2              | f2 белая шашка  | g2              | h2 белая шашка  | 2 |  |
| 1 | a1 белая шашка  | b1              | c1 белая шашка  | d1              | e1 белая шашка  | f1              | g1 белая шашка  | h1              | 1 |  |
|   | a               | b               | c               | d               | e               | f               | g               | h               |   |  |

Чешские шашки — один из вариантов игры в шашки, популярный в Чехии и Словакии. Цель игры — лишить противника возможности хода путём взятия или запирания всех его шашек.

## Правила

### Доска и начальная расстановка
Доска 8×8 клеток располагается между партнерами таким образом, чтобы нижнее левое поле было чёрное. В начальной позиции у каждого игрока по 12 шашек, расположенных в первых трёх рядах на чёрных клетках.

### Правила ходов  и взятия
Ходы
- Первый ход делают белые шашки.
- «Простые» шашки могут ходить по диагонали на одно поле вперёд.
- Дамка ходит на любое количество клеток вперёд и назад.
- Если простая достигла последнего ряда во время взятия, то она превращается в дамку и останавливается, даже при возможности продолжить взятие.

Взятие
- «Простые» шашки бьют только вперёд. Взятие шашки соперника является обязательным.
- Дамка при взятии ставится на любое свободное поле данной диагонали.
- При наличии нескольких вариантов взятия шашек соперника выбирается любой из них (нет требования взятия максимального количества шашек).
- При возможности взятие и простой шашкой и дамкой, бить обязательно дамкой.
- При взятии применяется правило турецкого удара — за один ход шашку противника можно побить только один раз. То есть, если при бое нескольких шашек противника шашка или дамка повторно выходит на уже побитую шашку, то ход останавливается.

## Нотация
Для записи ходов применяется буквенно-цифровая нотация, аналогичная шахматной: горизонтальные ряды обозначаются цифрами от 1 до 8, вертикальные ряды обозначаются латинскими буквами от а до h. Для записи хода простой шашки или дамки записывают сначала поле, где шашка или дамка стояла, затем ставят тире и записывают поле, на которое она ставится (например: f4-g5). При записи взятия (боя) вместо тире ставится двоеточие. Запись f4:h6 означает ход с поля f4 на h6 со взятием шашки, стоящей на поле g5, а f4:h6:f8:c5:g1 — ход со взятием четырёх шашек.

## Соревнования
По чешским шашкам с 1998 года проводится чемпионат Чехии, а также в рамках Кубка мира проводится этап, организуемый Международной федерацией шашек.